# Никон (Петін)
Архієпископ Никон (в миру Олександр Порфирович Петін), (1 червня 1902, Катеринодар — †16 квітня 1956, Одеса) — єпископ Українського екзархату РПЦ, архієпископ Херсонський і Одеський. В'язень концтаборів ГУЛАГ СССР.

## Біографія
Народився на Кубані. 1918 закінчив Ставропольську духовну семінарію.
1920 навчався в Кубанському Політехнічному інституті.
1928 висвячений в сан ієрея целібатом.
1933 засуджений за ст.58-10 КК РРФСР і засуджений до 5 років ВТТ, покарання відбував в Ухтпечлаг.
Німецько-радянська війна застала його у місті Пензі. Призваний до будбат, де визначили в батальйон, який будував злітну смугу для аеродрому.
Після виходу з оточення, його доставили в найближчий госпіталь в Кімри. Виявилося — двостороннє запалення легенів. Через хворобу він був комісований.
За труди в роки війни Петіну були вручені сталінські медалі «За перемогу над Німеччиною» та «За доблесну працю у Великій Вітчизняній війні» і навіть подяки від Сталіна як Верховного головнокомандувача.
Будучи протоієреєм однієї з церков міста Кімри, він був кліриком православної церкви, яка не підлягала Московській патріархії. 1944 його примусили до вступу в МП, був пострижений у чернецтво з ім'ям Никон.
21 травня 1944 хіротонізований на єпископа Ворошиловградського РПЦ. Чин хіротонії здійснювали: митрополит Крутицький і Коломенський Микола Ярушевич, єпископ Ростовський і Таганрозький Елевферій Воронцов і єпископ Дмитровський Іларій.
Неодноразово відправляв обози з продовольством в госпіталі для поранених сталінських вояків. Невпинно здійснював богослужіння, влаштовував богословські курси, де сам читав лекції.
З 1945 року — єпископ Донецький і Ворошиловградський РПЦ.
З 8 по 18 липня 1948 року був учасником церковних урочистостей в Москві з нагоди 500-річчя автокефалії Російської Православної Церкви. Брав участь у нарадах патріархів і представників автокефальних Православних Церков, які організували спецслужби СССР.
З 3 серпня 1948 тимчасово керував Одеською єпархією, а потім був призначений єпископом Херсонським і Одеським із залишенням за ним управління Донецької і Ворошиловградської єпархією РПЦ.
19 серпня 1951 возведений у сан архієпископа.
11 вересня 1954 нагороджений правом носіння хреста на клобуку за клопотанням Патріарха Антіохійського Олександра.
Помер 16 квітня 1956 від лейкемії і похований в Одеському Успенському соборі.
Після архієпископа Никона Одеську єпископську катедру РПЦ зайняв ще один в'язень сталінських концтаборів Борис (Вік).